# Піранга кармінова
Пір́анга карм́інова (Piranga olivacea) — співочий птах з родини Кардиналових (Cardinalidae). Однак, за іншими джерелами, рід (Piranga) належить до родини Thraupidae.

## Опис
Дорослі особини досягають 17—19 см завдовжки. Мають блідо-сірий дзьоб та ноги темного кольору. У період розмноження самці — яскраво-червоні, з чорними крилами та хвостом. Самки матово-оливкового оперення, з темно-коричневими крилами й жовтуватим черевом. У самців з'являється зимове оперення, забарвленням подібного до оперення самок, однак з більш темними крилами та хвостом. Незрілі самці також схожі на самок. Утім, з поступовим ростом видозмінюються.

## Живлення
Живиться на верхів'ях дерев; часто ловить комах у польоті, як ластівки. Раціон виду переважно становлять комахи та фрукти.

## Поширення
Перелітний птах. Розмножується у широких та густих лісах, переважно дубових, на південному сході Канади та у Сполучених Штатах. Восени мігрує на північний захід до Південної Америки. Транзит головним чином пролягає через Антильські острови, а також територію Центральної Америки (див. карту). Зимують у зоні тропічної рослинності, передовсім у Колумбії, Перу, Венесуелі та на заході Бразилії. Зрідка відвідує Мексику, Гватемалу та Беліз.

## Розмноження
Розмножуються у широких та густих лісах, переважно дубових, на південному сході Канади та у Сполучених Штатах. Влаштовують гнізда у формі чашки на прямих гілках дерев. Самиця відкладає від 3 до 5 яєць, які висиджує приблизно 13 днів.

## Галерея

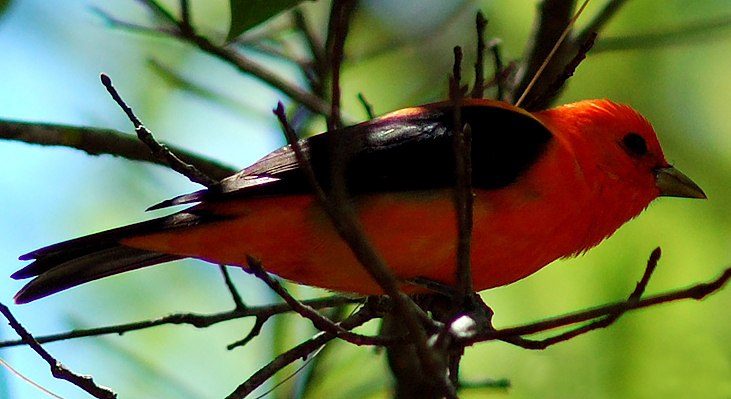
Піранга кармінова сидить на гілці дерева
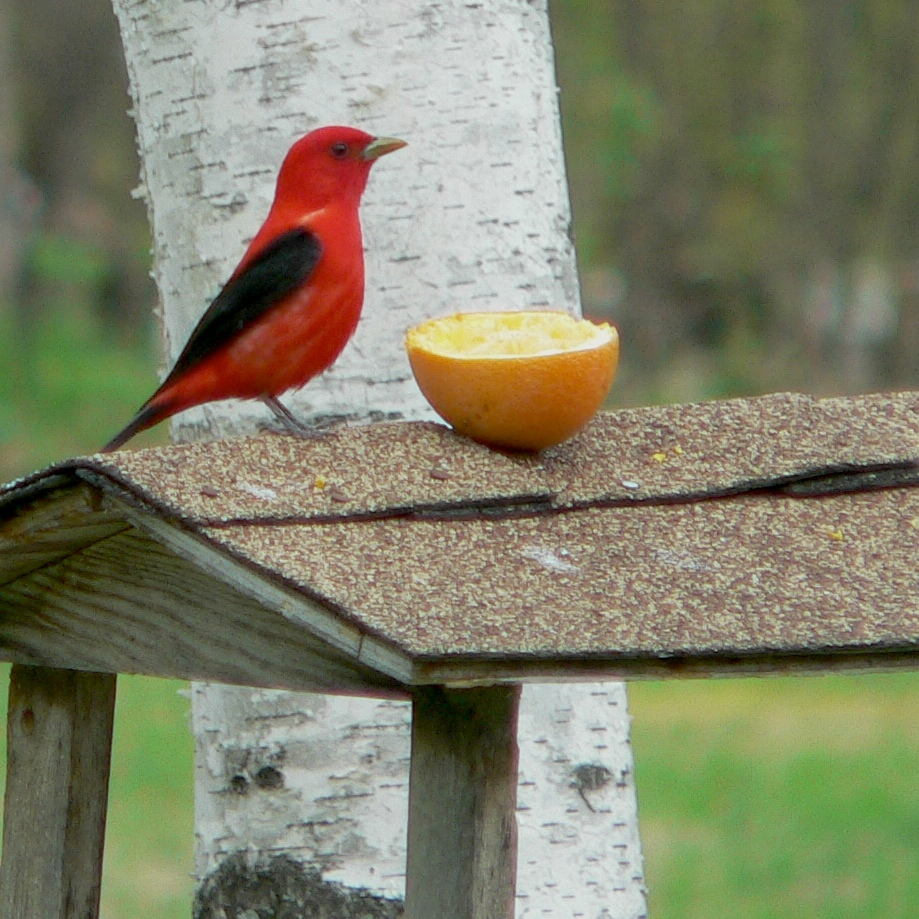

- Спів